# Lista de comarcas de Portugal
Segue-se uma lista das comarcas de Portugal:
- Comarca dos Açores - Sede: Ponta Delgada
- Comarca de Aveiro - Sede: Aveiro
- Comarca de Beja - sede: Beja
- Comarca de Braga - Sede: Braga
- Comarca de Bragança - Sede: Bragança
- Comarca de Castelo Branco - Sede: Castelo Branco
- Comarca de Coimbra - Sede: Coimbra
- Comarca de Évora - Sede: Évora
- Comarca de Faro - Sede: Faro
- Comarca da Guarda - Sede: Guarda
- Comarca de Leiria - Sede: Leiria
- Comarca de Lisboa - Sede: Lisboa
- Comarca de Lisboa Norte - Sede: Loures
- Comarca de Lisboa Oeste - Sede: Sintra
- Comarca da Madeira - Sede: Funchal
- Comarca do Porto - Sede: Porto
- Comarca do Porto Este - Sede: Penafiel
- Comarca de Portalegre - Sede: Portalegre
- Comarca de Santarém - Sede: Santarém
- Comarca de Setúbal - Sede: Setúbal
- Comarca de Viana do Castelo - Sede: Viana do Castelo
- Comarca de Vila Real - Sede: Vila Real
- Comarca de Viseu - Sede: Viseu